# Me Group
Die ME Group (einst Photo-Me International plc (LSE: MEGP)) mit Sitz in Epsom, Surrey, betreibt Fotoautomaten. Das börsennotierte Unternehmen wurde 1963 in eine Aktiengesellschaft umgewandelt und hat Niederlassungen unter anderem im Vereinigten Königreich, in Indonesien, Japan, den Philippinen, Deutschland und Frankreich. Obwohl das Unternehmen vor allem für seine Fotoautomaten bekannt ist, betreibt, verkauft und wartet Photo-Me auch eine Reihe von Geräten für den Sofortservice.
Die Aktien des Unternehmens sind seit 1962 an der Londoner Börse notiert. Im Jahr 2007 zwang eine Aktionärsrevolte wegen des geplanten Verkaufs der Automatenabteilung Vernon Sankey und Serge Crasnianski zum Rücktritt.

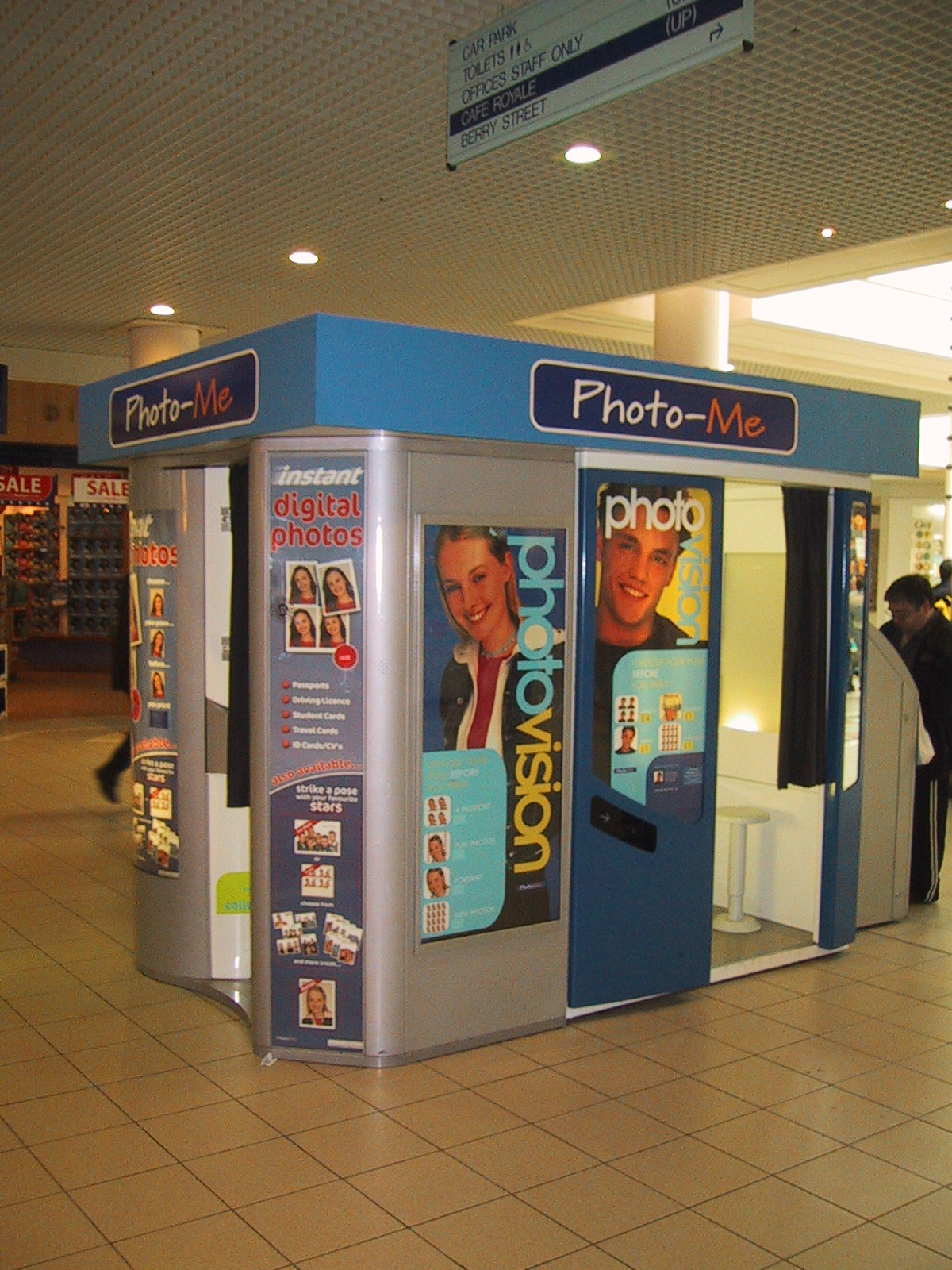
Fotoautomat in Castle Court Shopping Centre, Belfast

Im Februar 2009 gab es eine Gewinnwarnung und im März 2009 trat der Vorstandsvorsitzende Thierry Barel zurück.
Serge Crasnianski wurde im Mai 2009 als nicht geschäftsführender Direktor wieder in den Vorstand berufen. Anschließend wurde er zum stellvertretenden Vorsitzenden und gemeinsamen Geschäftsführer ernannt und übernahm im Mai 2010 die Rolle des Geschäftsführers.
Nach seiner Wiederernennung wurde eine Umstrukturierung durchgeführt, und die Gruppe verzeichnete nach Verlusten von 6,3 Millionen Pfund im Jahr 2008 in dem am 30. April 2009 endenden Jahr einen Gewinn vor Steuern von 1,6 Millionen Pfund. Im Geschäftsjahr zum 30. April 2010 wurde das verlustbringende Fotogroßhandelsgeschäft verkauft und ein Gewinn vor Steuern in Höhe von 14,0 Millionen Pfund ausgewiesen. Hervorzuheben ist die Verbesserung der allgemeinen Liquiditätslage um 31,6 Millionen Pfund, sodass die Nettoliquidität in der Bilanz 8,1 Millionen Pfund betrug, verglichen mit einer Nettoverschuldung von 23,5 Millionen Pfund im Vorjahr.
Das Unternehmen hat sich mit einer Abteilung namens Revolution in das Wäschereigeschäft diversifiziert. Revolution ist ein Selbstbedienungs-Waschsalon im Freien.
Im November 2016 wurde bekannt, dass das Unternehmen die Fotoabteilung der Asda-Filialen gekauft und die 191 Fotozentren und 172 Selbstbedienungskioske des Supermarkts übernommen hat.
Der Vorsitzende des Unternehmens, John H. J. Lewis, wurde bei den Neujahrsehrungen 2019 zum Ritter geschlagen. Kritiker wiesen darauf hin, dass Lewis seit 2006 rund 390.000 Pfund (ca. 460.000 Euro) an die Konservative Partei gespendet hatte.